# Metrioptera hoermanni
Metrioptera hoermanni är en insektsart som först beskrevs av Werner 1906.  Metrioptera hoermanni ingår i släktet Metrioptera och familjen vårtbitare. Inga underarter finns listade i Catalogue of Life.